# هورنزبی، نیو ساوت ولز
هورنزبی (به انگلیسی: Hornsby) یک حومه شهر در استرالیا است که در Hornsby Shire واقع شده‌است.

## نگارخانه

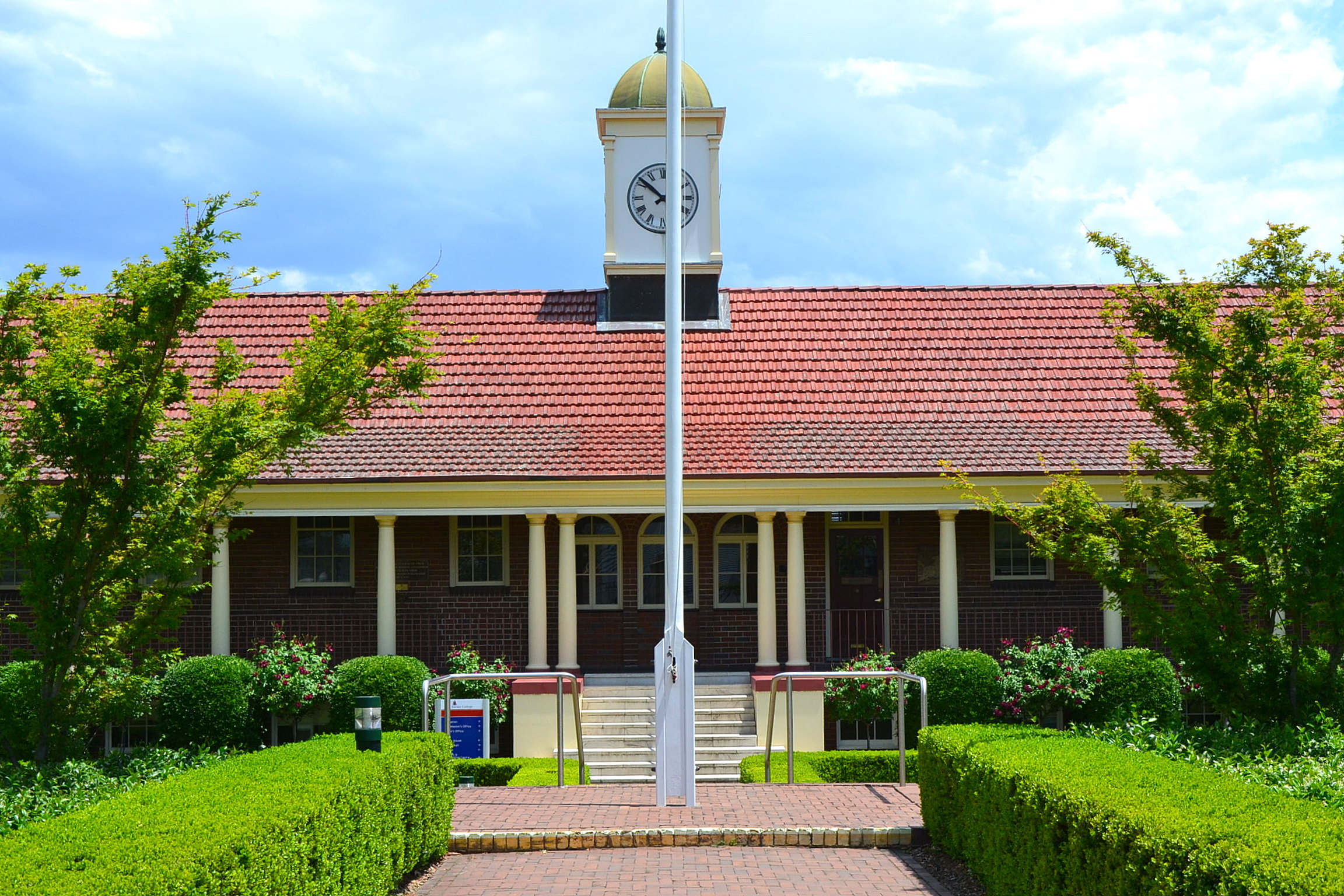
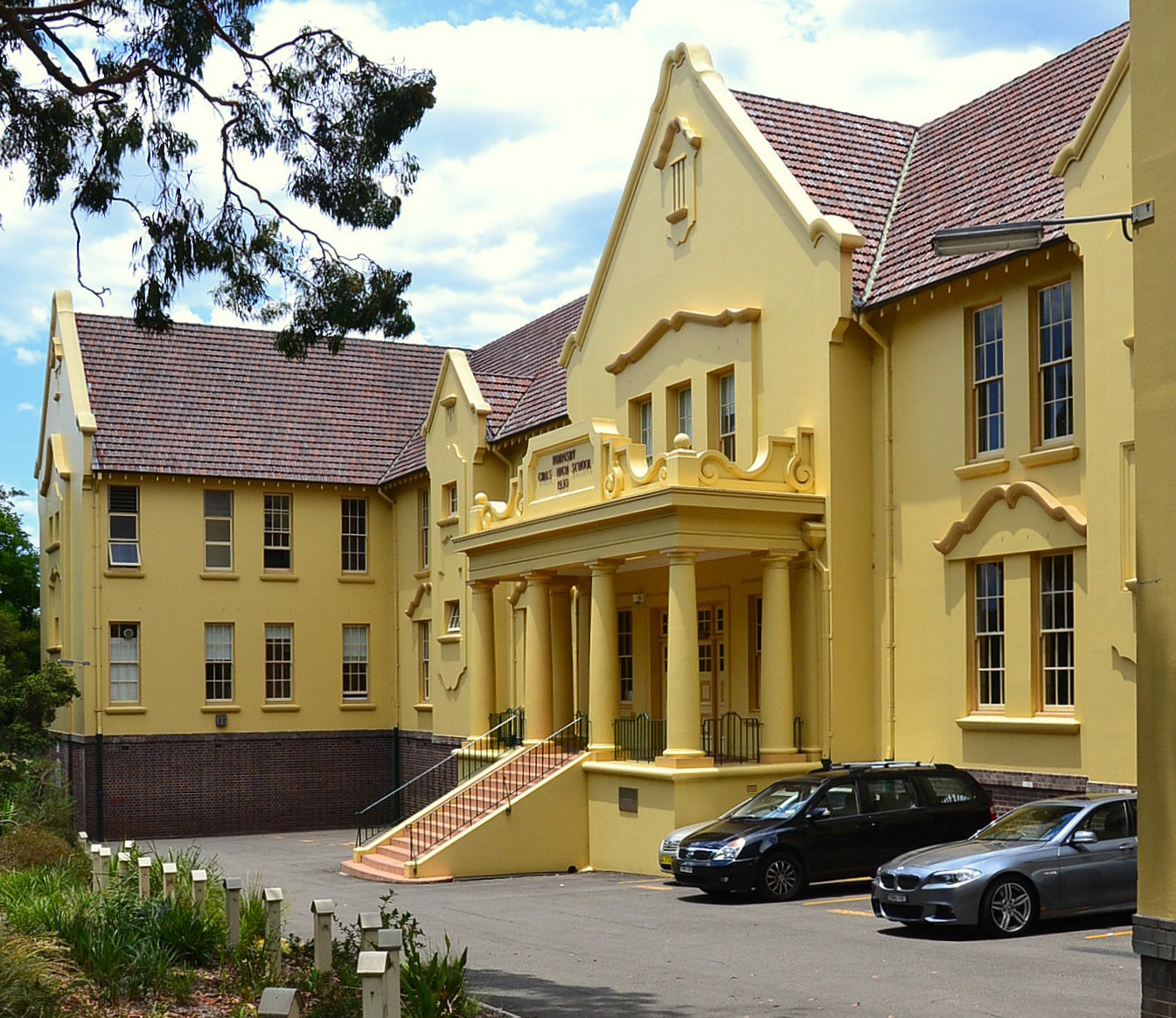
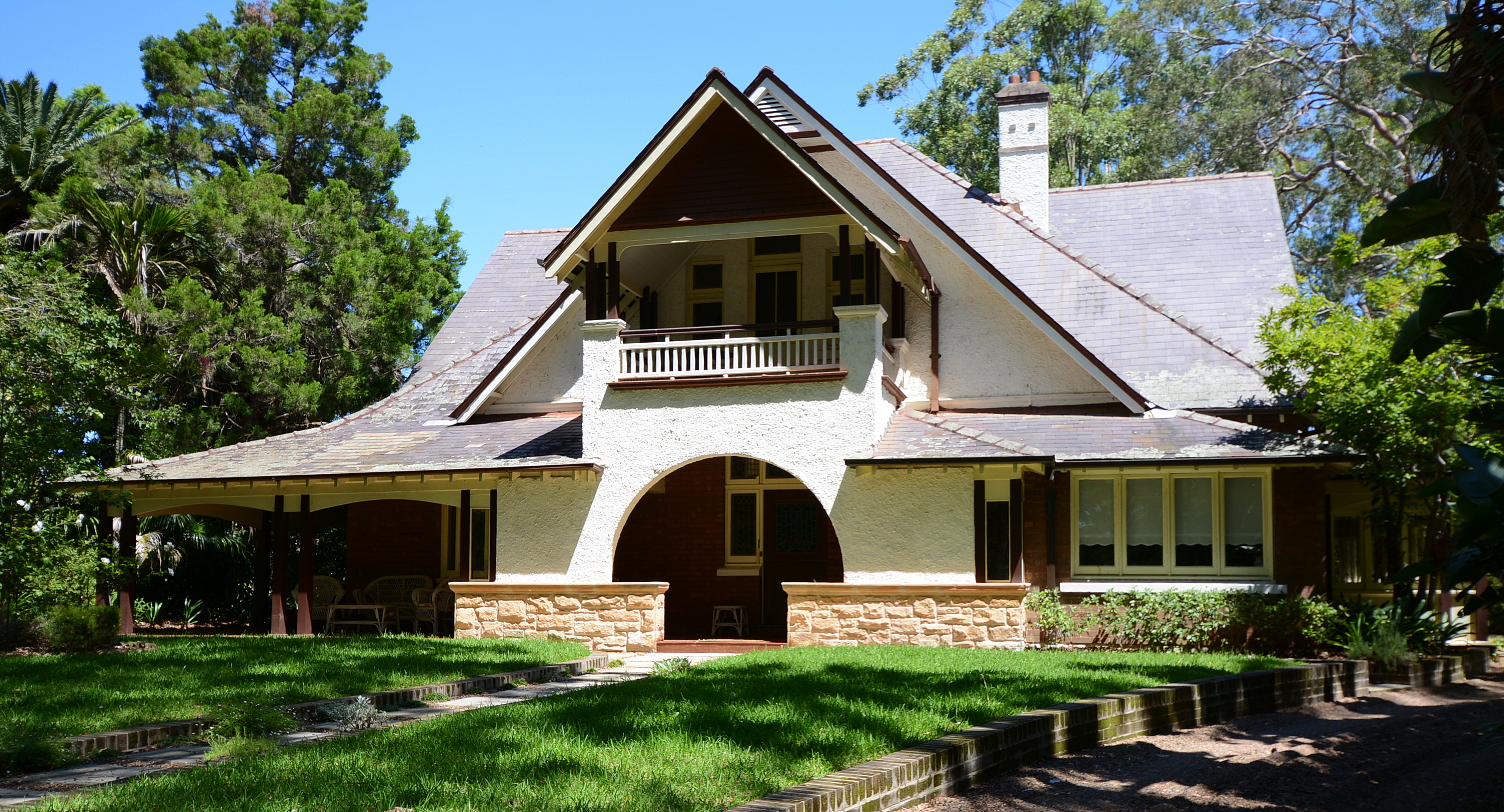
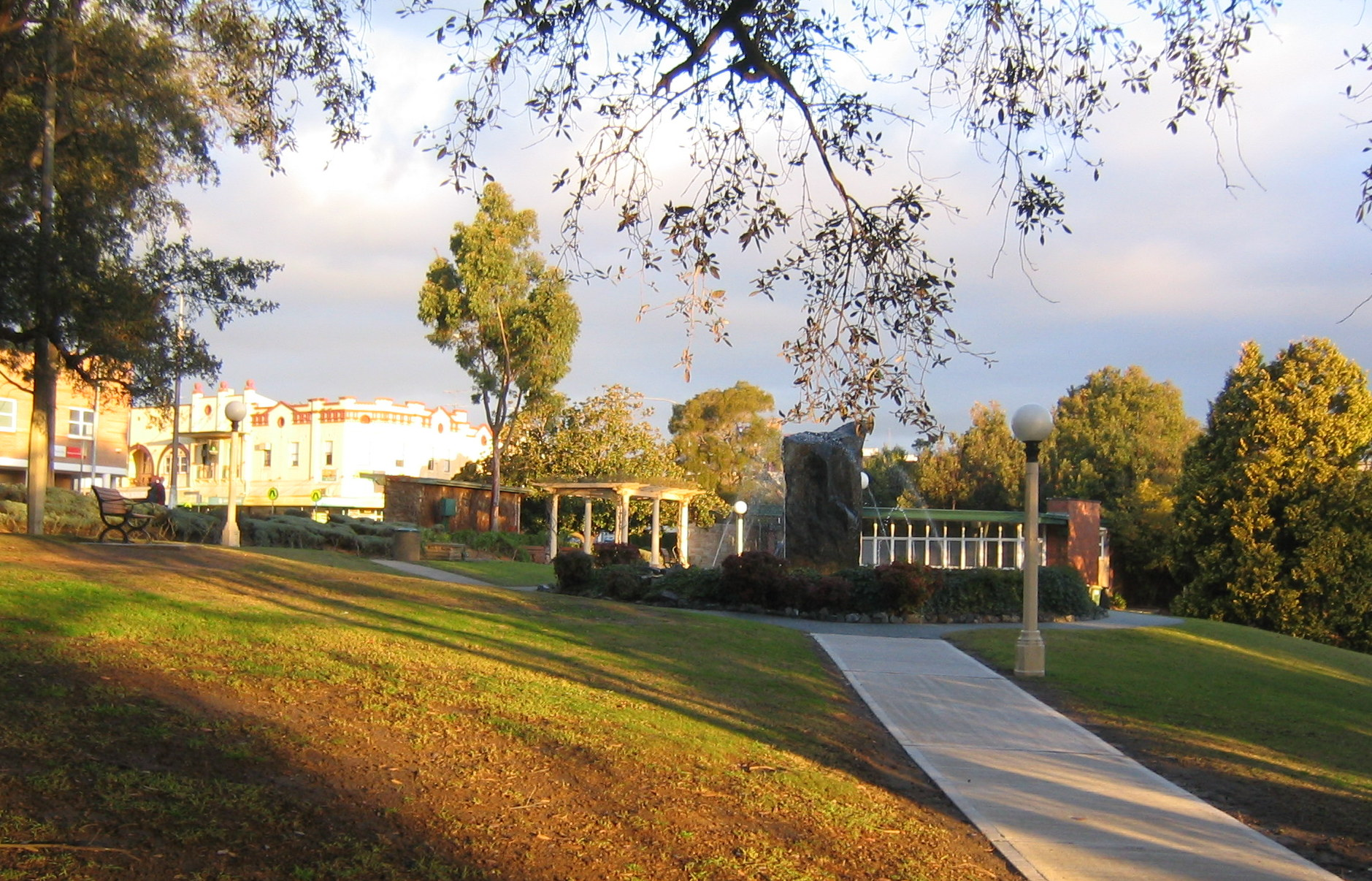
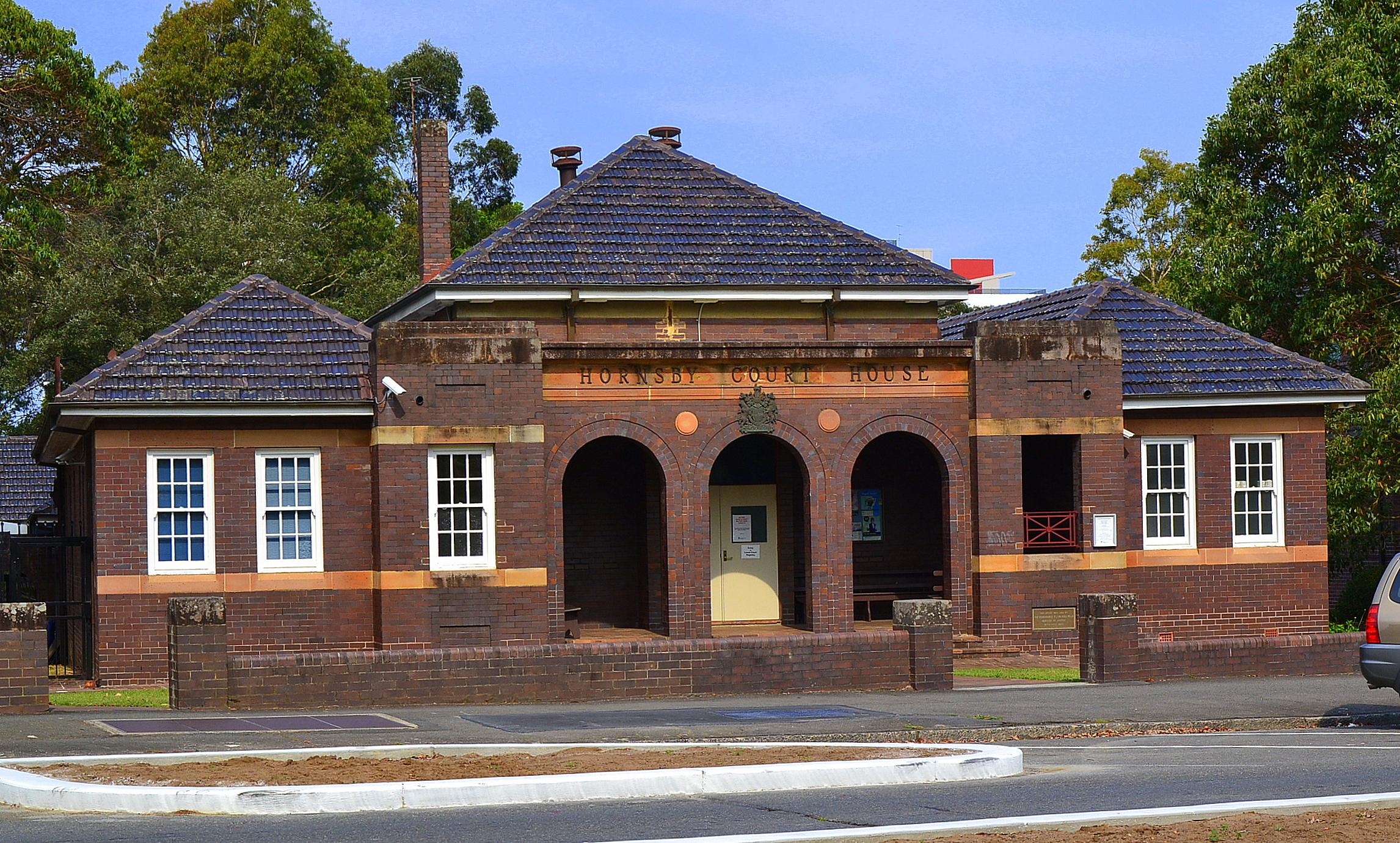
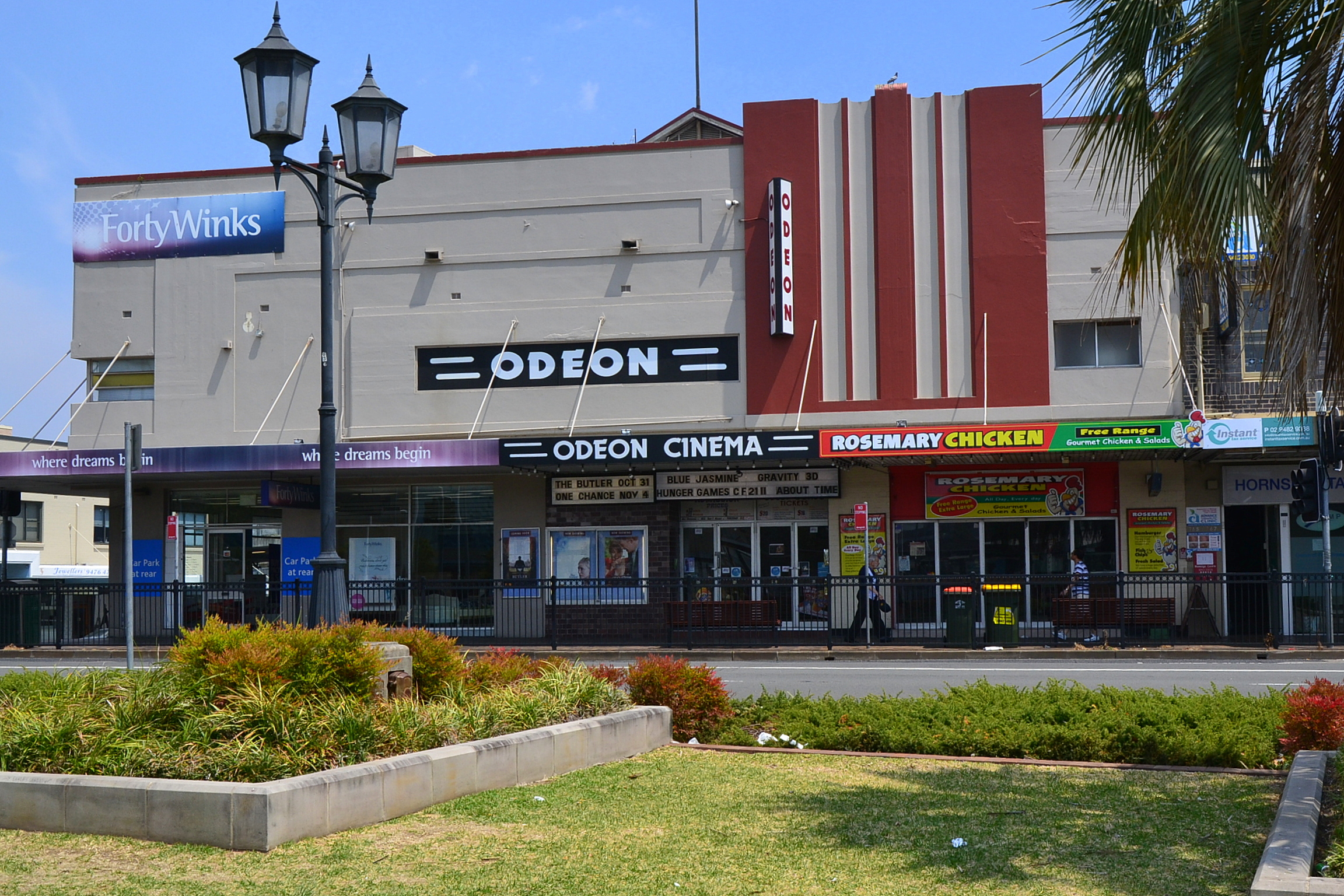